# Castiglione (Alta Córcega)
Castiglione es una comuna y población de Francia, en la región de Córcega, departamento de Alta Córcega, en el distrito de Corte y cantón de Niolu-Omessa.
Está integrada en la Communauté de communes Aghja Nova.

## Demografía
| 76                         | 78 | 67 | 48 | 22 | 25 |
| (Fuente: [cita requerida]) |    |    |    |    |    |

(Población sans doubles comptes según la metodología del INSEE).